# Parafia Narodzenia Najświętszej Maryi Panny w Narolu
Parafia Narodzenia Najświętszej Maryi Panny w Narolu – parafia rzymskokatolicka należąca do dekanatu Narol diecezji zamojsko-lubaczowskiej. 
Została utworzona w 1505. Mieści się przy ulicy Józefowskiej. Prowadzą ją księża diecezjalni.
Do parafii należą wierni wyznania rzymskokatolickiego będący mieszkańcami następujących miejscowości: Narol (Młynki, Zagrody), Narol-Wieś, Kadłubiska, Łozy oraz Podlesina (z kościołem filialnym pw. Apostołów Piotra i Pawła).